# Vila Velha de Ródão
Vila Velha de Ródão ist eine Kleinstadt (Vila) und ein Kreis (Concelho) in Portugal mit 1755 Einwohnern (Stand 19. April 2021).

## Geschichte
Römer siedelten hier seit dem 1. Jahrhundert n. Chr. Im 7. Jahrhundert war der Ort Teil des Westgotenreichs, eine hier errichtete Burg wird König Wamba zugeschrieben. Im Zuge der Reconquista war die hiesige Festung am Tejo seit dem 11. Jahrhundert ein strategisch bedeutender Verteidigungspunkt gegen die Mauren.
Der Ort gehörte zu einer Schenkung, die König D.Sancho im Jahr 1198 den Tempelrittern machte. 1319 kam das Gebiet an den Christusorden. Anfang des 16. Jahrhunderts wurde der Schandpfahl im Ort aufgestellt, als Zeichen der erhaltenen Stadtrechte (Foral) durch König Manuel I.
Vila Velha de Ródão war ein bedeutender Binnenhafen für die Region, verlor jedoch mit Ankunft der Eisenbahn 1885 an Bedeutung als logistischer Knotenpunkt. Ein wichtiger Faktor in der weiteren Entwicklung des Ortes wurde die 1971 eröffnete Papierfabrik Celtejo, die später zur Portucel kam.

## Kultur und Sehenswürdigkeiten
Unter den Baudenkmälern sind historische öffentliche Gebäude, die paläolithische Ausgrabungsstätte Estação Arqueológica da Foz do Enxarrique, und verschiedene Sakralbauten, etwa die dreischiffige, ursprünglich im 16. Jahrhundert erbaute, barocke-manieristische Gemeindekirche Igreja Paroquial de Vila Velha de Ródão (auch Igreja de Nossa Senhora da Conceição). Auch der historische Ortskern steht unter Denkmalschutz.
Die 2008 eröffnete städtische Bibliothek Biblioteca Municipal José Baptista Martins bietet neben ihren Bibliotheksangeboten auch kostenloses WLAN-Internet, verschiedene Räume für Lesungen und Filmvorführungen, und generationenübergreifende Internet-, Fotografie- oder auch Yoga-Workshops. Im städtischen Kulturzentrum Casa de Artes e Cultura do Tejo werden u. a. wechselnde Kunstausstellungen gezeigt.

## Verwaltung

### Kreis
Vila Velha de Ródão ist Verwaltungssitz eines gleichnamigen Kreises, der im Südosten an Spanien grenzt. Die Nachbarkreise sind (im Uhrzeigersinn im Norden beginnend): Castelo Branco, Nisa, Mação sowie Proença-a-Nova.
Die folgenden Gemeinden (freguesias) liegen im Kreis Vila Velha de Ródão: 

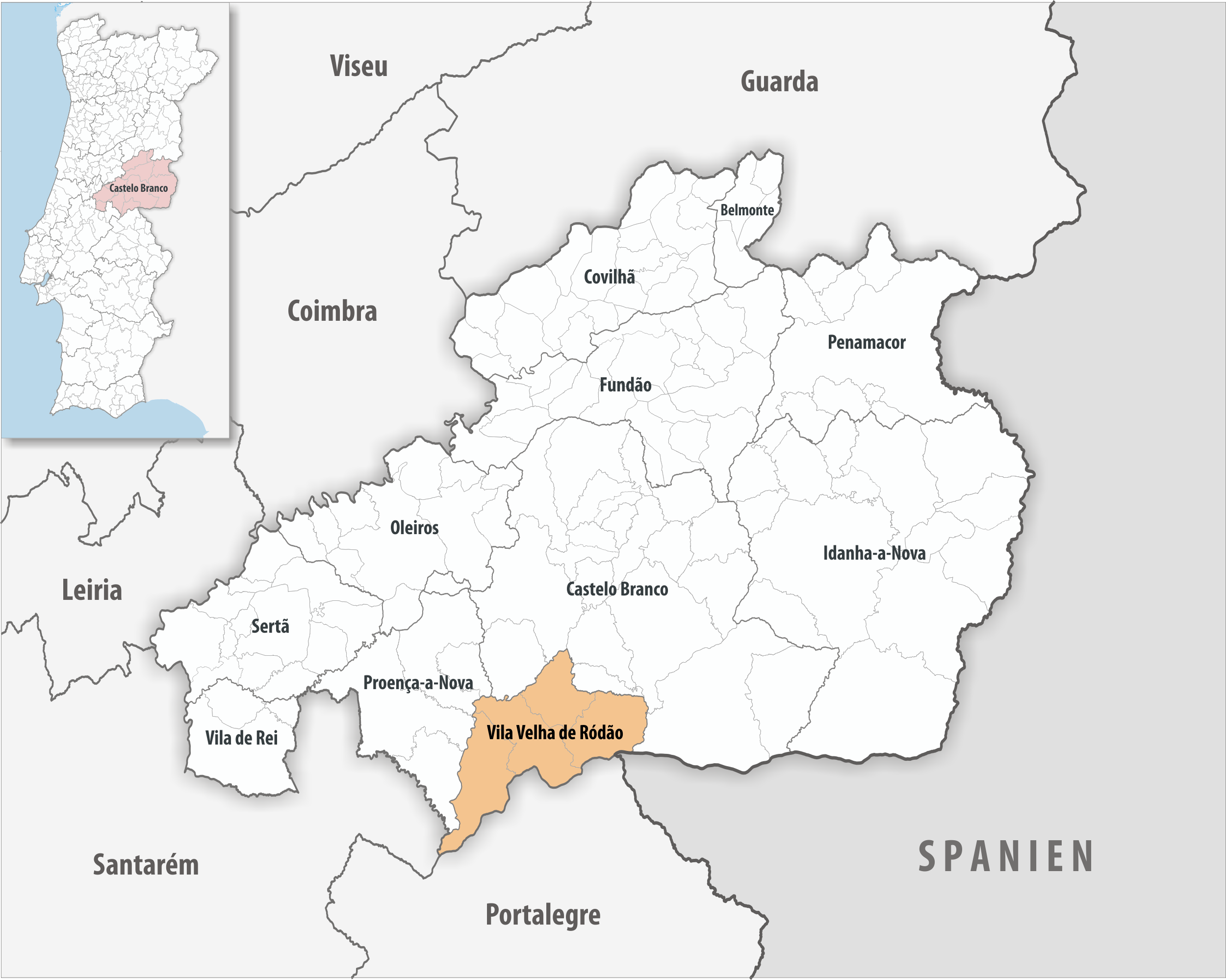
Kreis Vila Velha de Ródão

| Gemeinde                  | Einwohner (2021) | Fläche km² | Dichte Einw./km² | LAU- Code |
| ------------------------- | ---------------- | ---------- | ---------------- | --------- |
| Fratel                    | 500              | 97,84      | 5                | 051101    |
| Perais                    | 438              | 81,95      | 5                | 051102    |
| Sarnadas de Ródão         | 592              | 59,68      | 10               | 051103    |
| Vila Velha de Ródão       | 1.755            | 90,44      | 19               | 051104    |
| Kreis Vila Velha de Ródão | 3.285            | 329,91     | 10               | 0511      |

### Bevölkerungsentwicklung
| Einwohnerzahl im Kreis Vila Velha de Ródão (1801–2011) | Einwohnerzahl im Kreis Vila Velha de Ródão (1801–2011) | Einwohnerzahl im Kreis Vila Velha de Ródão (1801–2011) | Einwohnerzahl im Kreis Vila Velha de Ródão (1801–2011) | Einwohnerzahl im Kreis Vila Velha de Ródão (1801–2011) | Einwohnerzahl im Kreis Vila Velha de Ródão (1801–2011) | Einwohnerzahl im Kreis Vila Velha de Ródão (1801–2011) | Einwohnerzahl im Kreis Vila Velha de Ródão (1801–2011) | Einwohnerzahl im Kreis Vila Velha de Ródão (1801–2011) | Einwohnerzahl im Kreis Vila Velha de Ródão (1801–2011) |
| ------------------------------------------------------ | ------------------------------------------------------ | ------------------------------------------------------ | ------------------------------------------------------ | ------------------------------------------------------ | ------------------------------------------------------ | ------------------------------------------------------ | ------------------------------------------------------ | ------------------------------------------------------ | ------------------------------------------------------ |
| 1801                                                   | 1849                                                   | 1900                                                   | 1930                                                   | 1960                                                   | 1981                                                   | 1991                                                   | 2001                                                   | 2011                                                   |                                                        |
| 2 665                                                  | 3 975                                                  | 6 633                                                  | 8 753                                                  | 8 039                                                  | 5 605                                                  | 4 960                                                  | 4 098                                                  | 3 521                                                  |                                                        |

## Verkehr
Vila Velha de Ródão liegt an der Autobahn A23 (Abfahrt Fratel) und verfügt mit Fratel und Velha de Ródão über zwei Haltepunkte der Eisenbahnstrecke Linha da Beira Baixa. Der Ort ist zudem in das landesweite Busnetz der Rede Expressos eingebunden.

## Söhne und Töchter der Stadt
- Armindo Rodrigues de Sttau Monteiro (1896–1955), Politiker und Diplomat
- Manuel Cargaleiro (* 1927), Maler und Keramikkünstler
- José Moura Nunes da Cruz (* 1936), Richter, 2005 Vorsitzender des Obersten Gerichtshofes (Supremo Tribunal de Justiça)
- José Nuno Martins (* 1948), TV-Produzent, Radiomoderator und Autor